# Olimpia Teodora 2019-2020
Questa voce raccoglie le informazioni riguardanti l'Olimpia Teodora nelle competizioni ufficiali della stagione 2019-2020.

## Organigramma societario
Area direttiva
- Presidente: Paolo Delorenzi

Area tecnica
- Allenatore: Simone Bendandi
- Allenatore in seconda: Odelvys Dominico

## Rosa
| N° | Nome                | Ruolo | Data di nascita   | Nazionalità sportiva |
| -- | ------------------- | ----- | ----------------- | -------------------- |
| 1  | Lucia Bacchi        | S     | 4 gennaio 1981    | Italia               |
| 2  | Chiara Poggi        | P     | 27 gennaio 2001   | Italia               |
| 3  | Laura Altini        | O     | 21 aprile 1998    | Italia               |
| 4  | Rebecca Piva        | S     | 1º maggio 2001    | Italia               |
| 5  | Clara Canton        | S     | 16 aprile 1998    | Italia               |
| 6  | Dominika Strumilo   | S     | 26 dicembre 1996  | Belgio               |
| 8  | Ludovica Guidi      | C     | 17 dicembre 1992  | Italia               |
| 9  | Alice Torcolacci    | C     | 27 febbraio 2000  | Italia               |
| 10 | Nui Calisesi        | L     | 7 aprile 1999     | Italia               |
| 11 | Costanza Manfredini | S     | 16 luglio 1988    | Italia               |
| 12 | Sveva Parini        | C     | 3 marzo 2001      | Italia               |
| 13 | Giulia Rocchi       | L     | 20 settembre 1992 | Italia               |
| 14 | Ilaria Angelelli    | P     | 17 giugno 1986    | Italia               |
| 15 | Elisa Morolli       | P     | 1º gennaio 1993   | Italia               |

## Risultati

### Serie A2

#### Regular season

##### Girone di andata
| 1ª giornata - 6 ottobre 2019 Palazzetto Sant'Antonio, Pontecagnano Faiano | Due Principati  | 0 - 3 | Olimpia Teodora     | 19-25, 25-27, 25-27               |
| 2ª giornata - 13 ottobre 2019 PalaCosta, Ravenna                          | Olimpia Teodora | 2 - 3 | Trentino Rosa       | 15-25, 25-23, 18-25, 25-23, 16-18 |
| 3ª giornata - 20 ottobre 2019 PalaBellina, Marsala                        | Marsala         | 0 - 3 | Olimpia Teodora     | 19-25, 19-25, 22-25               |
| 4ª giornata - 27 ottobre 2019 PalaCosta, Ravenna                          | Olimpia Teodora | 1 - 3 | Mondovì             | 24-26, 25-23, 33-35, 23-25        |
| 5ª giornata - 31 ottobre 2019 PalaFontescodella, Macerata                 | Helvia Recina   | 1 - 3 | Olimpia Teodora     | 25-22, 22-25, 21-25, 20-25        |
| 6ª giornata - 3 novembre 2019 PalaCosta, Ravenna                          | Olimpia Teodora | 3 - 1 | Futura Giovani      | 25-23, 20-25, 25-20, 25-21        |
| 7ª giornata - 10 novembre 2019 PalaCosta, Ravenna                         | Olimpia Teodora | 3 - 1 | Montecchio Maggiore | 25-21, 27-25, 22-25, 25-21        |
| 8ª giornata - 17 novembre 2019 Honey Sport City, Roma                     | Roma Club       | 2 - 3 | Olimpia Teodora     | 25-23, 23-25, 23-25, 25-20, 12-15 |
| 9ª giornata - 24 novembre 2019 PalaCosta, Ravenna                         | Olimpia Teodora | 3 - 1 | CUS Torino          | 25-23, 16-25, 25-12, 25-20        |

##### Girone di ritorno
| 10ª giornata - 1º dicembre 2019 PalaCosta, Ravenna                  | Olimpia Teodora     | 3 - 1 | Due Principati  | 25-20, 23-25, 25-21, 25-15        |
| 11ª giornata - 8 dicembre 2019 PalaSanbapolis, Trento               | Trentino Rosa       | 3 - 1 | Olimpia Teodora | 23-25, 27-25, 26-24, 25-19        |
| 12ª giornata - 15 dicembre 2019 PalaCosta, Ravenna                  | Olimpia Teodora     | 3 - 0 | Marsala         | 25-9, 25-21, 25-12                |
| 13ª giornata - 22 dicembre 2019 PalaManera, Mondovì                 | Mondovì             | 3 - 1 | Olimpia Teodora | 25-23, 25-12, 22-25, 25-10        |
| 14ª giornata - 26 dicembre 2019 PalaCosta, Ravenna                  | Olimpia Teodora     | 1 - 3 | Helvia Recina   | 25-20, 18-25, 20-25, 23-25        |
| 15ª giornata - 29 dicembre 2019 Palazzetto San Luigi, Busto Arsizio | Futura Giovani      | 3 - 2 | Olimpia Teodora | 25-21, 25-23, 18-25, 22-25, 20-18 |
| 16ª giornata - 5 gennaio 2020 PalaFerroli, San Bonifacio            | Montecchio Maggiore | 0 - 3 | Olimpia Teodora | 20-25, 19-25, 15-25               |
| 17ª giornata - 12 gennaio 2020 PalaCosta, Ravenna                   | Olimpia Teodora     | 2 - 3 | Roma Club       | 25-22, 27-25, 20-25, 20-25, 15-17 |
| 18ª giornata - 19 gennaio 2020 PalaRuffini, Torino                  | CUS Torino          | 3 - 0 | Olimpia Teodora | 25-23, 25-15, 25-13               |

#### Pool promozione

##### Girone di andata
| 1ª giornata - 9 febbraio 2020 Palazzetto dello sport, Martignacco | Libertas Martignacco | 1 - 3 | Olimpia Teodora  | 25-27, 21-25, 25-23, 23-25        |
| 2ª giornata - 16 febbraio 2020 PalaCosta, Ravenna                 | Olimpia Teodora      | 3 - 2 | Soverato         | 25-17, 25-21, 18-25, 23-25, 15-13 |
| 3ª giornata - 23 febbraio 2020 Geopalace, Olbia                   | Hermaea              | 1 - 3 | Olimpia Teodora  | 25-20, 23-25, 22-25, 20-25        |
| 4ª giornata - 18 marzo 2020 PalaCosta, Ravenna                    | Olimpia Teodora      | -     | Adolfo Consolini | annullata                         |
| 5ª giornata - 8 marzo 2020 Palazzetto dello sport, Pinerolo       | Pinerolo             | -     | Olimpia Teodora  | annullata                         |

##### Girone di ritorno
| 6ª giornata - 15 marzo 2020 PalaCosta, Ravenna                        | Olimpia Teodora  | - | Libertas Martignacco | annullata |
| 7ª giornata - 22 marzo 2020 PalaScoppa, Soverato                      | Soverato         | - | Olimpia Teodora      | annullata |
| 8ª giornata - 29 marzo 2020 PalaCosta, Ravenna                        | Olimpia Teodora  | - | Hermaea              | annullata |
| 9ª giornata - 5 aprile 2020 Palazzetto dello sport, S. Giovanni in M. | Adolfo Consolini | - | Olimpia Teodora      | annullata |
| 10ª giornata - 11 aprile 2020 PalaCosta, Ravenna                      | Olimpia Teodora  | - | Pinerolo             | annullata |

### Coppa Italia di Serie A2

#### Fase a eliminazione diretta
| Quarti di finale - 22 gennaio 2020 PalaScoppa, Soverato | Soverato      | 0 - 3 | Olimpia Teodora | 19-25, 18-25, 19-25        |
| Semifinali - 26 gennaio 2020 PalaSanbapolis, Trento     | Trentino Rosa | 3 - 1 | Olimpia Teodora | 25-23, 20-25, 25-16, 25-19 |

## Statistiche

### Statistiche di squadra
| Competizione             | Punti | In casa | In casa | In casa | In trasferta | In trasferta | In trasferta | Totale | Totale | Totale |
| Competizione             | Punti | G       | V       | P       | G            | V            | P            | G      | V      | P      |
| ------------------------ | ----- | ------- | ------- | ------- | ------------ | ------------ | ------------ | ------ | ------ | ------ |
| Serie A2                 | 40    | 10      | 6       | 4       | 11           | 7            | 4            | 21     | 13     | 8      |
| Coppa Italia di Serie A2 | -     | 0       | 0       | 0       | 2            | 1            | 1            | 2      | 1      | 1      |
| Totale                   | -     | 10      | 6       | 4       | 13           | 8            | 5            | 23     | 14     | 9      |

G = partite giocate; V = partite vinte; P = partite perse